# Nicolaas Tates
Nicolaas Tates, né le 5 mai 1915 et mort le 25 décembre 1990, est un kayakiste néerlandais pratiquant la course en ligne.

## Palmarès

### Jeux olympiques (course en ligne)
- 1936 à Berlin
  -  Médaille de bronze en K-2 1 000 m [1]